# Château Laffitte Carcasset
Château Laffitte Carcasset est un cru bourgeois supérieur, situé en appellation AOC saint-estèphe. Chartreuse du XVIIIe siècle entourée de vignes plantées au milieu du plateau graveleux de Saint-Estèphe, le château Laffitte Carcasset produit du vin depuis 1781, date à laquelle Jean Laffitte achète le domaine et constitue le vignoble. Le nom du domaine a connu tout au long de son histoire plusieurs autres déclinaisons telles que Carcasset Jacques, Carcasset Alçuet, Carcasset Laffitte, Laffitte Carcasset Saint-Estèphe ou encore Laffitte Saint-Estèphe.

## Histoire
Figurant sur les cartes de Cassini, un vignoble est déjà constitué en 1759 au lieu-dit « Carcasset » au sein des terres de Saint-Estèphe. Depuis sa création jusqu'à nos jours, de nombreux propriétaires se sont succédé à la tête de la propriété et ont tous, à leur manière, participé à la renommée du domaine et façonné son caractère actuel.

### Famille Laffitte (1781-1838)
L'origine du domaine remonte à 1781, lorsque Jean Laffitte, avocat à la cour et procureur du roi Louis XVI à Bordeaux, achète le futur vignoble de Laffitte Carcasset. À sa mort en 1803, son fils Jean-François hérite du domaine. À la suite de la mort rapide de ce dernier, en 1810, son frère Joseph Laffitte et sa mère reprennent l'exploitation et la développe comme le montrent des certificats d'échanges et d'achats de parcelles datés respectivement de 1817 et 1823.

### Famille Alçuet (1838-1898)
Il n'a pas été retrouvé de documents datant précisément l'achat par Martin Alçuet du château, cependant on retrouve le château « Carcasset » dans l'Édition du Producteur de 1838. La propriété s'étend alors sur 40 hectares et produit de 80 à 100 tonneaux de vin.
En 1851, Martin Alçuet lègue la propriété à ses fils Jacques et Louis-Dominique à la suite du décès de leur mère à Saint-Estèphe. Après la mort de Louis-Dominique en 1864, Martin Alçuet, le père, récupère une part du domaine qu'il veut vendre. On retrouve à cette période les premières traces du nom château Laffitte Carcasset, plus précisément en 1867.
L'époque est difficile pour la viticulture française et les crises successives de l'oïdium et du phylloxéra font chuter la production de vin. Au château Laffitte Carcasset la production passe de 100 à 30 tonneaux.
Le domaine est vendu en 1898 à Jean Grillet avec toutes les dettes accumulées.

### Famille Vitrant (1918-1958)

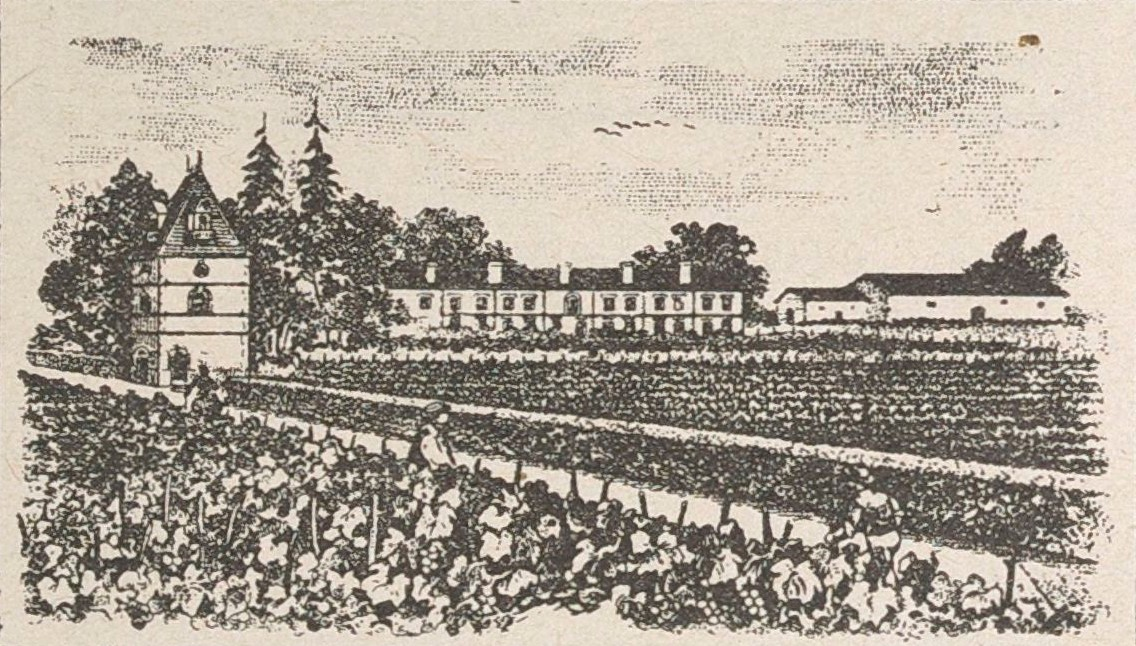
Illustration du Château Laffitte Carcasset en 1949.

En 1918, le domaine Laffitte Carcasset est racheté par Paul Vitrant à Jean Grillet. Le domaine est alors réduit à 17 hectares de vigne et se nomme château Laffitte Saint-Estèphe. Néanmoins la production reprend et le domaine se redynamise. Dans Bordeaux et ses vins de 1922, il est indiqué que le vignoble s'établit alors sur 20 hectares et produit 60 tonneaux. Ce n'est qu'en 1929 que le château reprend son nom définitif de Laffitte Carcasset.
En 1932, le château Laffitte Carcasset est classé Cru bourgeois supérieur.

### Famille de Padirac (1958-2017)
En 1958, Meslon vend le château et son droit d'estampe au Vicomte Pierre de Foulhiac de Padirac. Il décède en 1961, sa femme et ses enfants Phillipe et Aimery héritent du château.
C'est alors une des rares propriétés familiales de Saint-Estèphe, les petits enfants du Vicomte, Pierre et Foulques de Foulhiac de Padirac, en sont responsables.

### Famille Rousseau (2017- )
En 2017, la société Eden Villages, propriété du groupe Rapido spécialisé dans la fabrication de véhicules de loisirs et dirigée par Pierre Rousseau, prend le contrôle majoritaire du domaine,. En 2020, le vin destiné à l'exportation est présenté avec une étiquette en réalité augmentée,.

## Vignoble et vins
Entouré par les grands crus classés de l’appellation, le vignoble de 35 hectares est planté au cœur du plateau de graves garonnaises de Saint-Estèphe sur un socle argilo-calcaire. Les vignes, exploitées de manière raisonnée, sont situées autour du château et à proximité de l'estuaire de la Gironde bénéficiant ainsi de son rôle de régulateur thermique. L'âge moyen du vignoble est de 30 ans et son encépagement est composé de 60 % de cabernet sauvignon, de 35 % de merlot et de 5 % de cabernet franc.
Au chai, les méthodes de vinification et d'élevage sont traditionnelles tout en étant associées aux innovations technologiques, telle que la thermorégulation notamment, permettant l'amélioration régulière de la qualité des vins. Le domaine produit ainsi chaque année entre 100 000 et 140 000 bouteilles de son premier vin dont l'élevage s'effectue durant 12 mois sous bois, dont 30 % en barriques neuves de chêne français. Le second vin, Le Reflet de Laffitte Carcasset, ainsi qu'une troisième cuvée, Le Corsaire de Laffitte Carcasset, complètent la gamme des vins proposés par le domaine.
Depuis 2017, Hubert de Boüard, œnologue et propriétaire du Château Angélus, et son équipe conseillent le domaine. À partir de 2019 et pour une durée de deux ans, le nouveau propriétaire investit dans un ambitieux programme de rénovation et de restructuration du chai, des bâtiments et du vignoble. À la fin des travaux en juin 2021, le château rouvre ses portes au public.